# Parmenomorpha murina
Parmenomorpha murina är en skalbaggsart som först beskrevs av Stefan von Breuning 1940.  Parmenomorpha murina ingår i släktet Parmenomorpha och familjen långhorningar. Inga underarter finns listade i Catalogue of Life.